# Xã Barnes, Quận Washington, Kansas
Xã Barnes (tiếng Anh: Barnes Township) là một xã thuộc quận Washington, tiểu bang Kansas, Hoa Kỳ. Năm 2010, dân số của xã này là 212 người.